# Sybra subtesselata
Sybra subtesselata là một loài bọ cánh cứng trong họ Cerambycidae.